# Nazar Albarjan
Nazar Sarikowicz Albarjan (ros. Назар Саркисович Албарян; ur. 4 maja 1943 w Parpi, zm. w marcu 2021) – radziecki zapaśnik walczący w stylu wolnym. Olimpijczyk z Meksyku 1968, gdzie zajął czwarte miejsce w kategorii do 52 kg.
Zajął czwarte miejsce na mistrzostwach świata w 1967 roku.